# خدمة عمومية

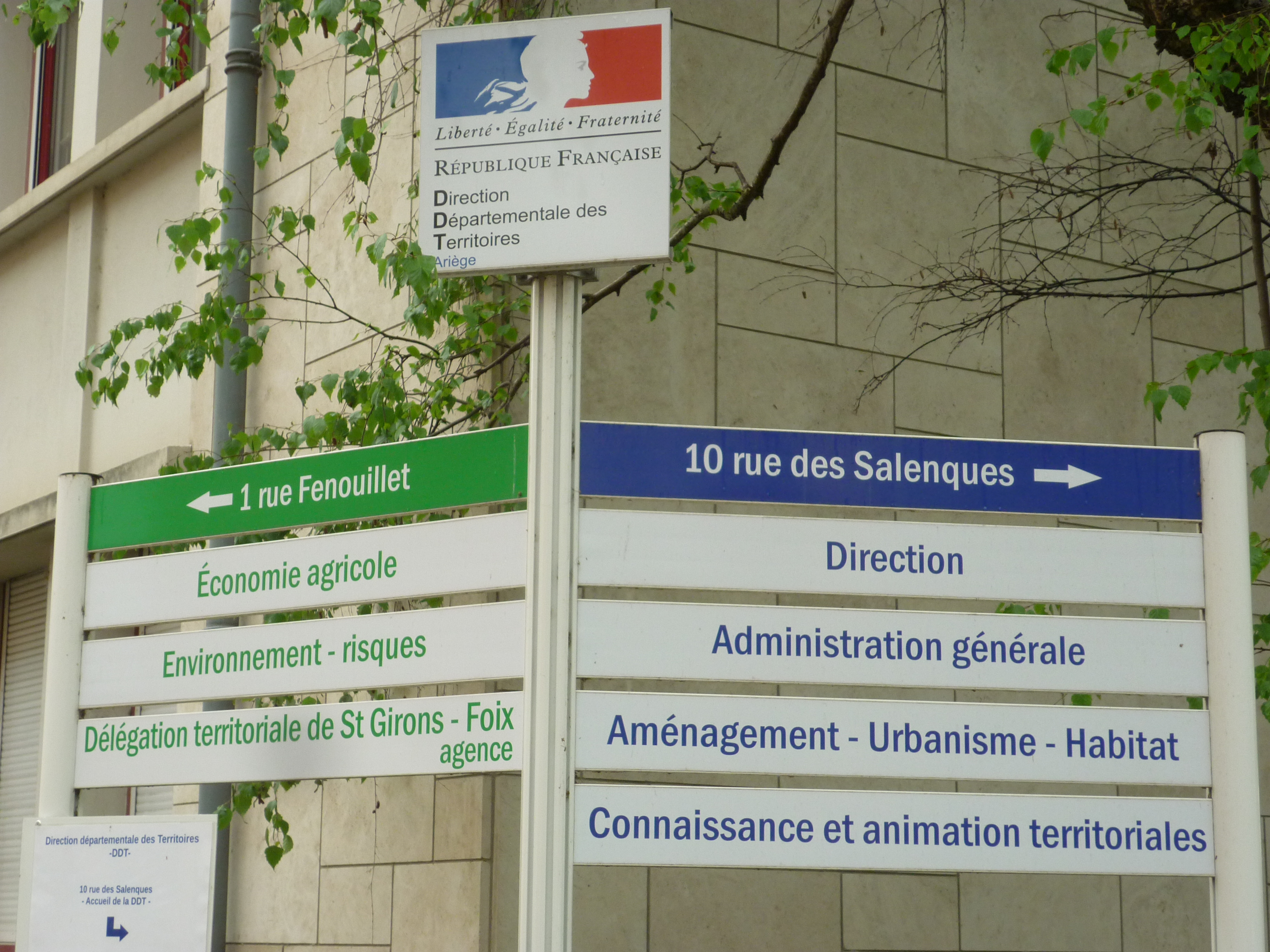

خدمة عمومية هي الخدمات التي تقدمها الحكومة والدولة للمواطنين ضمن نطاق سلطتها، إما بشكل مباشر من خلال القطاع العام أو عن طريق تنظيم تقديم الخدمات. ويرتبط هذا المصطلح بالتوافق الاجتماعي (يعبر عنه في العادة من خلال انتخابات ديمقراطية) على وجود خدمات معينة ينبغي أن تكون متاحة للجميع، بغض النظر عن مستوى دخلهم. وحتى عندما لا تقدم الخدمات العامة للجمهور ولا تمول القطاع العام لأسباب اجتماعية وسياسية، فإنها عادة ما تكون خاضعة للتنظيم وهو ماينطبق على معظم القطاعات الاقتصادية. من الأمثلة على الخدمات العامة هي الاطفاء والشرطة والجيش والمسعفين.

## القطاعات
وتعتبر الخدمات العامة مهمة لأسباب أخلاقية وقد ترتبط بأساسيات حقوق الإنسان. في الدول المتقدمة المعاصرة، عادة ما تتضمن الخدمات العمومية ما يلي :
| - التعليم - الكهرباء - حماية البيئة - المطافئ - الغاز - الصحة - ضمان تطبيق القانون - القوات المسلحة - التلفزة والإذاعة | - المكتبات العمومية - النقل العمومي - السكن الاجتماعي - الخدمات الاجتماعية - الاتصالات - التخطيط العمراني - إدارة الأزبال والنفايات - شبكات توفير الماء الصالح للشرب - إنارة الشوارع |